# Abel z Reims
Abel z Reims, również Abel ze Szkocji (zm. ok. 750 w Lobbes) – arcybiskup Reims, benedyktyński opat Lobbes w dzis. Hainaut, święty Kościoła katolickiego.

## Życiorys
Abel miał pochodzić ze Szkocji. Podróżował razem ze św. Bonifacym i św. Willibordem. Został mnichem w Lobbes, opactwie położonym na terenie współczesnej Belgii.
W 743, dzięki wstawiennictwu św. Bonifacego i za poparciem Pepina Krótkiego, został arcybiskupem Reims, nigdy jednak nie zdołał objąć rządów w diecezji. W 744 jego prawa potwierdził synod w Soissons, przeciwstawiał się im jednak sam pragnący objąć arcybiskupstwo duchowny Milon z Trewiru. Abel nie zdołał uzyskać poparcia papieża Zachariasza, który wręczył paliusz Hartbertowi z Sens.
Abel zmarł jako współopat Loches. Jego relikwie w 1409 przeniesiono z Lobbes do Binche, gdzie otoczony jest szczególnym kultem.
Jego wspomnienie liturgiczne obchodzone jest 5 sierpnia.